# 大田区立蓮沼中学校
大田区立蓮沼中学校（おおたくりつはすぬまちゅうがっこう）は、東京都大田区西蒲田にある区立中学校。「蓮中」という略称で呼ばれることがある。

## 主な出来事
- 1979年（昭和54年）2月6日 - 生徒を注意した教師が不良グループに集団暴行を受ける。3年生16人が池上警察署に補導[2]。

## 出身者
- 泉ユリ （女優、1962年卒）
- 田中実 （俳優、1982年卒）
- 副島孔太 （元プロ野球選手、1990年卒）
- 阿部巧 （サッカー選手、2007年卒）

## 付近にある施設
- 東急池上線 池上駅
- 東京都立大森高等学校
- 大田区立おなづか小学校
- 大田区立徳持小学校